# Euskal pilota. Larrua harriaren kontra
Euskal pilota. Larrua harriaren kontra (traduïble com a 'La pilota basca. La pell contra la pedra') és una pel·lícula documental basca de l'any 2003 dirigida per Julio Medem; rep el seu nom del joc de la pilota basca.
S'hi relata la situació d'Euskal Herria des del punt de vista de la llengua, del terrorisme d'ETA i els GAL, la situació dels presos polítics, i es repassa la història d'Euskadi i Navarra des de les Guerres Carlines fins a l'actualitat.
Va estar nominada al Goya al millor documental de l'any 2004.

## Participants
Alguns dels entrevistats són: Xabier Arzalluz, Bernardo Atxaga, Txiki Benegas, Odón Elorza, Iñaki Gabilondo, Felipe González, Juan José Ibarretxe, Fermin Muguruza, Arnaldo Otegi i Gregorio Peces-Barba.
També apareixen altres personalitats: Gemma Nierga, Ana Torrent (interpretant Yoyes), Carmelo Gómez, José Luis Rodríguez Zapatero i José María Aznar.